# Iranisches Nationalarchiv
Das Iranische Nationalarchiv ist das Nationalarchiv Irans. Die Behörde wird von der iranischen Regierung unterhalten, um staatliche und historisch bedeutende Dokumente zu erhalten und zu schützen. Das Hauptgebäude befindet sich in der Hauptstadt Teheran.

## Geschichte
Obwohl die Geschichte und die Sammlung von Dokumenten und deren Aufbewahrung in staatlichen und königlichen Magazinen im Iran eine Jahrhunderte alte Tradition hat, geht die Einrichtung von Archiven nach europäischem Muster erst auf die Zeit der Kadscharen zurück. Ein erster Versuch wurde 1899 durch das Außenministerium gestartet, sein Archiv nach dem Vorbild europäischer Archive zu organisieren.
2002 wurde das Nationalarchiv der Iranischen Nationalbibliothek angeschlossen.